# 嘻哈音乐风格列表
本条目列举了嘻哈音乐的各类子风格。

## 類型體裁
- 酸性饒舌（Acid rap）
- 另類嘻哈（Alternative Hip-Hop）
- 彈跳音樂（Bounce music）
- 基督教嘻哈（英语：Christian hip hop）（Christian Hip-Hop）
- 喜劇嘻哈（英语：Comedy hip hop）（Comedy Hip-Hop）
- 意識嘻哈（Conscious Hip-Hop）
- 當代節奏藍調（Contemporary R&B）**
- 鄉村饒舌（Country-rap）
- 狂克（Crunk）
- 色情粗口（Dirty rap and Pornocore）
- Electro（英语：Electro (music)）（Electro）*
- 電子舞會（Electro-hop）*
- 自由風（Freestyle music）
- 即兴饶舌（Freestyle rap）
- 里约放克（Funk carioca）
- 帮派饶舌（Gangsta rap）
- Ghetto house（英语：Ghetto house）
- Ghettotech（英语：Ghettotech）*
- 塵垢 (音樂)（Grime）*
- 硬核饒舌（Hardcore Hip-Hop）
- 嘻哈靈魂樂（Hip hop soul）***
- Hip house（英语：Hip house）*
- 恐怖核（Horrorcore）
- Hyphy（英语：Hyphy）
- 獨立嘻哈（Indie hip hop）
- 器樂嘻哈（英语：Instrumental hip hop）（Instrumental Hip-Hop）
- 爵士嘻哈（Jazz-rap）
- 黑手黨饒舌（Mafioso rap）
- Merenhouse（英语：Merenhouse）*
- 新靈魂樂（Neo soul）
- 微核饒舌（Nerdcore hip hop）
- 新傑克搖擺（New jack swing）
- 流行饒舌（Pop-rap）**
- 政治嘻哈（英语：Political hip hop）（Political Hip-Hop）
- 雷鬼樂（Ragga）
- 說唱搖滾（英语：Rap rock）（Rock Rap）
  - Rapcore（英语：Rapcore）
  - 饶舌金属（Rap metal）
- 搖擺嘻哈（Swing hip-hop）
- Snap music
- 唱盤主義（Turntablism）
- 陷阱说唱（Trap Music）

*：銳舞文化的一部分
**：融合了流行音樂，嘻哈，靈魂樂，節奏藍調與福音音樂
***：當代節奏藍調的次類型和融合了嘻哈與靈魂樂

## 泛北美地區
美國地區的流派

### 中西部
- 中西部嘻哈（Midwest Hip-hop）
  - 芝加哥嘻哈（Chicago Hip-hop）
    - Ghetto house（英语：Ghetto house） - 來自伊利諾伊州芝加哥
    - Ghettotech（英语：Ghettotech）

  - 雙城市嘻哈（Twin Cities Hip-hop）

### 東部
- 东海岸嘻哈（East Coast Hip-Hop）
  - 磚城俱樂部（Brick City club） - 來自新澤西州紐瓦克
  - 巴爾的摩俱樂部（Baltimore Club）- 來自馬裏蘭州巴爾的摩
  - 新澤西嘻哈（英语：New Jersey hip hop）（New Jersey Hip-Hop）

### 南部
- 亞特蘭大嘻哈（Atlanta Hip-hop）
- 南部嘻哈（Dirty South）
- 休斯敦嘻哈（Houston Hip-hop）
  - Chopped and screwed（英语：Chopped and screwed）
- 狂克（Crunk）
- 邁阿密貝斯（Miami bass） - 來自佛羅里達州邁阿密
- 新奧爾良嘻哈（New Orleans Hip-hop）
- 斯奈普音樂（Snap music） - 原來自亞特蘭大州喬治亞

### 西部
- 西海岸嘻哈（West Coast Hip-hop）
- 帮派饶舌（Gangsta rap）
- 匪帮放克（G-funk） - 原來自洛杉磯
- 奇卡諾饒舌（Chicano Rap） - 原來自洛杉磯東部
- Hyphy（英语：Hyphy） - 原來自舊金山灣區
- Mobb Music - 原來自舊金山灣區
- 美洲土著嘻哈（Native American Hip-hop）

## 世界其它地區
- 雷鬼凍音樂（Reggaetón）- 來自加勒比，主要流行在波多黎各
- 桑古騷莎音樂（Songo-salsa）
- 廷巴音樂（Timba）- 來自古巴
- 都市嘻哈（Urban Pasifika）- 來自紐西蘭
- Kwaito（英语：Kwaito） - 南非，是浩室音樂與嘻哈的融合
- 雷鬼音樂（Reggae） - 來自牙買加
- 塵垢音樂（Grime） - 來自倫敦
- 哥倫比亞饒舌（Cumbia rap） - 來自哥倫比亞
- 痴哈（Trip hop）（或者叫布里斯托爾之聲） - 來自英格蘭布里斯托爾
- 嘻哈人生（Hip life） - 嘻哈與高檔人生音樂的結合，來自加納
- 低音麵包（Low Bap）- 原來自希臘
- 梅倫饒舌（Merenrap） - 來自多明尼加共和國
- Bongo Flava（英语：Bongo Flava） - 原來自坦桑尼亞
- Chinked-out - 美籍华人歌手王力宏創作的曲風，將傳統華人音樂與嘻哈結合而成